# 童浦村
童浦村（どうほむら）は、愛知県渥美郡にあった村。現在の田原市の一部にあたる。

## 地理
汐川河口の左岸に位置していた。
- 海洋：田原湾[2]

## 歴史
- 1889年（明治22年）10月1日、町村制の施行により、渥美郡浦村、波瀬村、片浜村、白谷村、吉胡村が合併して村制施行し、童浦村が発足[1][2]。旧村名を継承した浦、波瀬、片浜、白谷、吉胡の5大字を編成[2]。
- 1906年（明治39年）7月16日、渥美郡田原町、相川村、大久保村と合併し、田原町が存続して廃止された[1][2]。

### 地名の由来
平安時代に付近の入江が童（わらべ）の浦と称され、それが変形したもの。

## 産業
- 農業、漁業[3]

## 教育
- 1892年（明治25年）童浦尋常高等小学校が開校[2]。